# イリヤ・イオフ
イリヤ・イオフ（ロシア語: Илья Иофф、アルファベット転写:Ilya Ioff, 1966年 - ）はロシアのヴァイオリニスト。

## 略歴
レニングラード音楽院でボリス・グトニコフ、ウラディーミル・オヴチャレクに学ぶ。
特に室内楽の分野に造詣が深く、1988年にディベルティスマン・ストリング・アンサンブル（The Divertissement String Ensemble） を結成し音楽監督となる。またサンクトペテルブルク・チェンバー・プレイヤーズ、ネヴァ・トリオ（Nevà Trio）等のメンバーとしても活動。1989年にはサンクトペテルブルク・フィルハーモニー交響楽団に参加するが、1996年に自らの演奏活動に専念するため退く。アルゲリッチ、ヤンソンス、テミルカーノフ等と各国で協演。1988年にミュンヘン国際音楽コンクール特別賞、1991年には「Saint Peters Trio」の一員としてヴィオッティ国際音楽コンクール第1位を獲得した。ボリス・ティシチェンコ、ニコラス・スロニムスキー、レオニード・デシャトゥニコフ等、サンクトペテルブルクゆかりの作曲家に、作品の初演を多く依頼されている。
演奏活動の傍ら、サンクトペテルブルク音楽院の教職にも就いて後進の指導にあたっている。